# 佛山地铁三号线列车
佛山地铁三号线列车是佛山地铁的电动车组，为佛山地铁3号线配置，于2022年12月28日随3号线开通而正式投入使用。
该款车合约由中车青岛四方机车车辆中标，为6节编组B型地铁列车，由中车四方位于佛山市高明区的基地生产。

## 历史
三号线首列车于2020年10月30日开始由中车广东公司生产车体，2021年2月25日开始在佛山中车四方公司总装试制。
最后一列车于2023年10月24日完成出厂验收。

## 设计

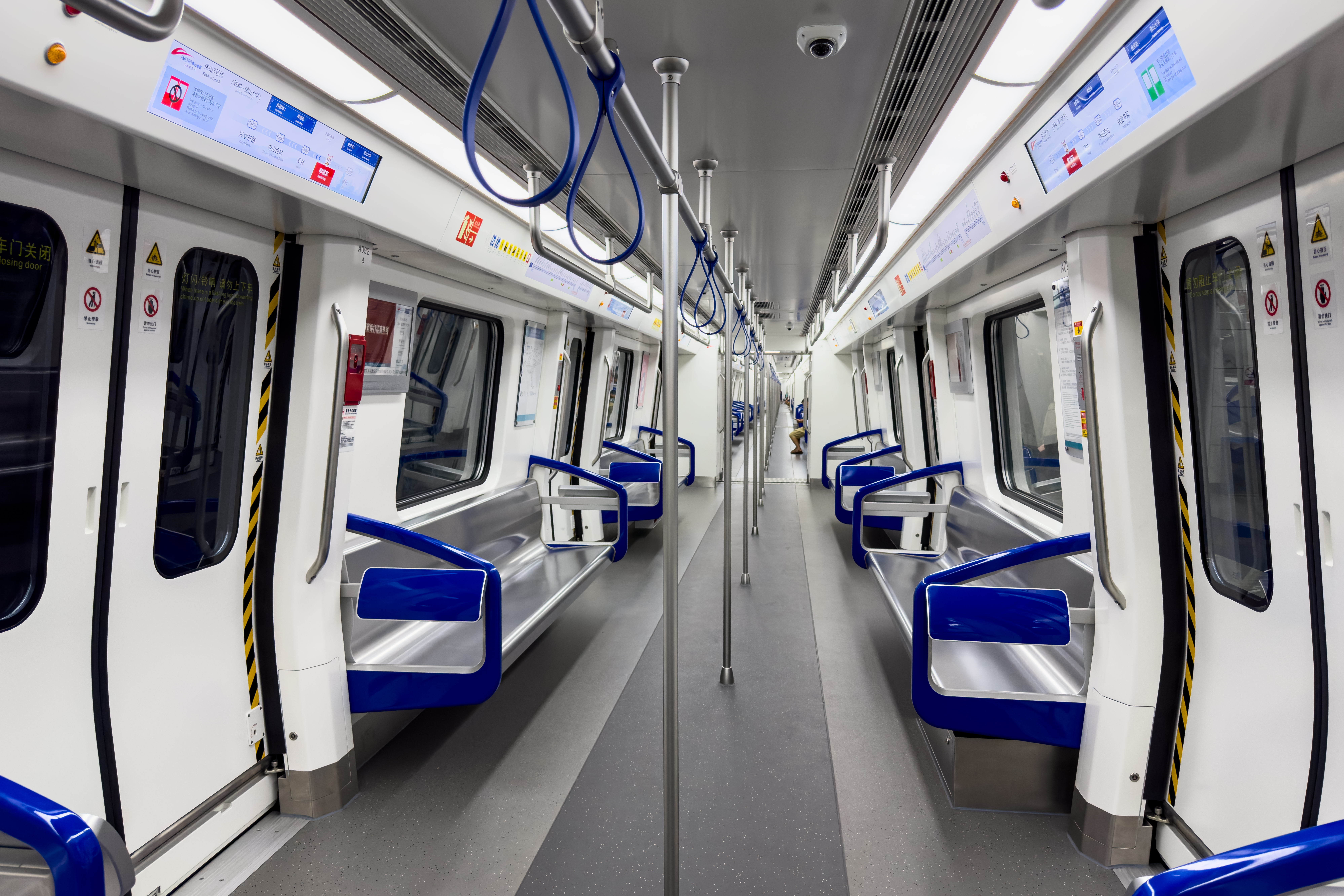
车辆内部

3號線列车採用B型6節編組，設計時速100km/h的列車。颜色以湾区蓝作主调，搭配黑白兩色；車門則為金屬色，與2號線列車外觀類似。
3号线列车采用永磁同步牵引系统，与2号线相比，噪音问题已有明显改善，整车亦减重超3.3吨。

## 编组
3号线获批在初期可配属51列（306辆）车，惟佛山地铁仅采购了48列（288辆）。
本型列车的编号从03x001-002起至03x095-096止。